# Christian Vieri
Christian Vieri (Bolonha, 12 de julho de 1973) é um ex-futebolista italiano que atuava como centroavante.
Ao lado de Paolo Rossi e Roberto Baggio, é o maior artilheiro da Itália na Copa do Mundo FIFA – cada um com nove gols.[carece de fontes?] Em seu auge, notabilizou-se como um artilheiro implacável; embora não fosse considerado um jogador refinado, era reconhecido pelo ótimo posicionamento, oportunismo e poder de finalização, seja de cabeça ou com a perna esquerda, sendo capaz de decidir jogos com uma única oportunidade. Considera-se que está entre os 30 maiores jogadores da Serie A.
Bobo Vieri também teve uma carreira marcada por contínuas trocas de clubes, sem que isso impedisse ser uma figura destacada em quase todos eles; em sua única temporada no Atlético de Madrid, foi artilheiro da La Liga (Campeonato Espanhol), marcando 24 gols em 24 jogos, o suficiente para ele ser considerado o segundo italiano de maior importância em La Liga (é o único de seu país a ser artilheiro desse campeonato), abaixo apenas do longevo Amedeo Carboni. Na terra natal, além de estar no grupo seleto dos onze jogadores que atuaram pelos três principais clubes do país, que são Juventus, Internazionale e Milan (na ordem que ele defendeu), Vieri é um dos dois únicos que jogaram pelos dois clubes de Milão (Inter e Milan) e pelos dois de Turim – Juventus e Torino, onde se profissionalizou.
Embora o Torino tenha sido o clube onde iniciou a carreira e a Internazionale seja o time que por mais tempo atuou, estando entre os dez maiores artilheiros interistas, Vieri curiosamente é torcedor da Juventus, a grande rival dos outros outros dois, no clássico da cidade de Turim com o Toro e no Derby D'Italia com a Inter. Foi exatamente na Juve, um dos clubes em que esteve por uma única temporada e onde seu pai chegou a atuar, que o atacante conquistou pela única vez o Campeonato Italiano. Além de Atlético, Juventus e Inter, Vieri é considerado uma figura de destaque também por Atalanta e Lazio.

## Carreira

### Início
Filho do ex-jogador Roberto Vieri, Christian cresceu na Austrália a partir dos quatro anos de idade, acompanhando o pai, que prosseguiu carreira naquele país. O irmão mais novo, Max Vieri, nasceria lá e defenderia brevemente a Seleção Australiana no início da década de 2000.[carece de fontes?] Na infância, o esporte favorito de Christian era o críquete, considerado a modalidade mais difundida em toda a Austrália – popular em todas as regiões do país, enquanto o futebol australiano é forte apenas em uma parte e os códigos de rúgbi (league, especialmente, e union), em outra. Vieri declararia que nessa época saía-se melhor no críquete do que no futebol, sonhando em ser "o próximo Allan Border", seu ídolo. Foi somente aos 14 anos que iniciou carreira juvenil, no Marconi Stallions, time da numerosa comunidade ítalo-australiana em Sydney e onde o pai jogava. Inicialmente, atuava como lateral-esquerdo. Paulatinamente, foi sendo deslocado para posições mais ofensivas até definir-se como atacante.

### Torino
Ainda como juvenil, Vieri regressou à Itália, acertado com o time Santa Lucia da cidade de Prato, local de nascimento do seu pai.[carece de fontes?] Pouco tempo depois, mudou-se para outo clube da mesma cidade, o Prato, onde o pai havia sido ídolo. Com 17 anos, foi contratado pelo Torino. Nos grenás, foi bicampeão da categoria juvenil primavera e ocasionalmente aproveitado no time principal a partir da temporada 1991–92. Era o último ciclo de alto desempenho do clube, terceiro colocado na Serie A e vice-campeão da Copa da UEFA daquela temporada. No campeonato, Vieri foi usado seis vezes e marcou um gol. Foi o terceiro na vitória de 4 a 0 sobre o Genoa, em 10 de maio de 1992.[carece de fontes?] O Genoa na época também vivia seu último grande momento, semifinalista da mesma Copa da UEFA.
No Toro, Vieri ainda fez mais uma partida na Serie A na temporada 1992–93, na qual o clube venceria a Copa da Itália, seu último troféu de alto nível, conseguindo na campanha eliminar a própria rival Juventus. Na época, as figuras principais nas posições ofensivas estavam em Walter Casagrande, Carlos Alberto Aguilera, Rafael Martín Vázquez, Enzo Scifo e Gianluigi Lentini. Vieri pôde estrear em outubro de 1992 pela Seleção Italiana Sub-21, mas, sem espaço no clube, começou a rodar por equipes da Serie B.

### Pisa, Ravenna e Venezia
Ainda em novembro de 1992 foi negociado com o Pisa, onde não deixou saudades: marcou apenas dois gols ao longo de dezoito partidas. Para a temporada 1993–94, já estava no Ravenna.[carece de fontes?] Embora ainda jovem, foi titular e pôde destacar-se com doze gols. Não impediu o rebaixamento do time à Serie C1, mas conseguiu transferir-se ao Venezia. Com onze gols em 29 partidas pelos vênetos, convenceu a Atalanta para voltar a jogar na primeira divisão, para a temporada 1995–96.

### Atalanta
Na Atalanta, Vieri foi treinado por Emiliano Mondonico, que já havia sido seu técnico no Torino. Marcou sete gols em dezenove jogos na Serie A.[carece de fontes?] Era reserva no time de Bérgamo, mas ainda assim fez mais gols que os atacantes titulares. Fez o mesmo número de gols de Roberto Baggio, do campeão Milan, enquanto a Atalanta terminou salva a sete pontos do rebaixamento, enquanto paralelamente chegou à final da Copa da Itália, campanha em que Bobo marcou os dois gols do 2 a 0 sobre o Bologna que classificou sua equipe à decisão, perdida para a Fiorentina.[carece de fontes?] Ele e o colega Paolo Montero terminaram contratados pela Juventus, que havia acabado de vencer a Liga dos Campeões da UEFA. Vieri teria ainda outras duas passagens pela Atalanta, sem o o mesmo desempenho da primeira, mas ainda assim é considerado um dos vinte maiores jogadores da história da Dea.

### Juventus
No clube do coração, Vieri conquistou ainda em 1996 a Supercopa da UEFA e a Copa Intercontinental, mas individualmente não rendeu de imediato o retorno esperado à Juventus. Concorrendo com Alessandro Del Piero, Nicola Amoruso e Alen Bokšić, começou a destacar-se a partir do fim da temporada. Fez oito gols na Serie A, sete deles nas dez rodadas finais; dois deles foram em vitória de 3 a 0 sobre a Roma, outros dois em 6 a 1 sobre o Milan dentro de Milão e o que abriu o placar no empate em 2 a 2 com a Lazio na rodada final, quando o time de Turim garantiu o título.[carece de fontes?] Os oito gols foram suficiente para que ele se tornasse o artilheiro do elenco campeão. Foi em meio a essa boa fase que Vieri estreou na Seleção Italiana, ainda em março.
Ao todo, foram 14 gols na temporada, em que a Juve também chegou a nova final na Liga dos Campeões da UEFA. Marcou quatro gols nessa campanha, incluindo em cada partida semifinal contra o Ajax, em vitórias de 2 a 1 e 4 a 1.[carece de fontes?] Para a decisão contra o Borussia Dortmund, foi titular. A diretoria juventina pretendia mantê-lo, mas a abundância de bons jogadores e uma proposta de 34 bilhões de liras do Atlético de Madrid o levaram ao futebol espanhol.

### Atlético de Madrid
No Atleti, Vieri teve problemas físicos, que não impediram um desempenho de sucesso. Foram 24 gols em 24 jogos na La Liga. Em uma partida, apesar da derrota de 5 a 4 para o Salamanca, fez os quatro gols rojiblancos. Embora auxiliado por Juninho Paulista e Kiko Narváez, a falta de um time mais consistente foi justamente um entrave para uma temporada coletiva melhor; o clube terminou o campeonato em quinto, foi eliminado precocemente nas oitavas de final da Copa do Rei para o Zaragoza – clube que depois perderia de 5 a 1 com três gols do italiano, pela liga – focando-se na Copa da UEFA. Nessa competição, Vieri teve seu momento mais lembrado como colchonero: foi no dia em que marcou três vezes sobre o PAOK, incluindo o gol mais famoso de sua passagem pela Espanha, em que aproveitou-se de falha do goleiro para dominar em cima da linha de fundo e bater com curva para dentro da baliza, com tamanha falta de ângulo que o lance foi chamado de "o gol impossível".
No torneio europeu, o time chegou até as semifinais, eliminado pela Lazio. No Campeonato Espanhol, Vieri, que chegou a marcar oito gols em espaço de seis partidas, homenageando em uma delas o colega Juninho após a violenta lesão que tirou este da Copa do Mundo FIFA de 1998, terminou na artilharia – com seis gols a mais que o vice artilheiro, Rivaldo. Somando todas as competições, Vieri reuniu 29 gols em 32 jogos, média altíssima, em especial naquele contexto. Com um vigor que impressionava ao reunir potência, velocidade e força para desconforto total dos marcadores, permitia ao Atlético muita confiança em sair jogando de trás através de uma ligação direta: o italiano conseguia dominar todas as bolas. A grande temporada o garantiu na Copa do Mundo, mas terminou amarga: Vieri teve desentendimentos com o treinador Radomir Antić e escancarou a insatisfação ao ser substituído aos dez minutos do segundo tempo ao ser substituído em derrota de 2 a 1 para o Mallorca, quando os madrilenhos lutavam para classificar-se à Liga dos Campeões. O centroavante recusou-se a cumprimentar o técnico. Anos mais tarde, em autobiografia, Vieri declararia-se arrependido de ter ido ao clube, admitindo que aceitou a oferta apenas pelo dinheiro.

### Lazio
O entrevero com Antić favoreceu o regresso de Vieri à Itália, acertado com a Lazio. No clube romano, Vieri integrou um elenco histórico, invicto da 11ª até a 27ª rodada da Serie A. Fez grande dupla com outro reforço, o chileno Marcelo Salas, que fez 15 gols enquanto Bobo fez 12, um deles no clássico com a Roma. No Campeonato Italiano, o time, que tinha apenas uma conquista até então (em 1974),[carece de fontes?] foi vice-campeão por um único ponto, para o Milan. Vieri foi, pela primeira vez, eleito o melhor jogador do país.
A decepção no campeonato foi compensada com um título continental, na última edição da Recopa Europeia. Na decisão, Vieri aproveitou cruzamento de Giuseppe Pancaro para abrir o placar na vitória de 2 a 1 sobre o Mallorca, que vivia o auge de sua história na Cúperativa do técnico Héctor Cúper. Vieri foi então vendido por 90 bilhões de liras à Internazionale, no que foi para a época o pagamento-recorde em uma transferência no futebol.

### Internazionale
Em seu primeiro jogo na Serie A da temporada 1999–00, Vieri marcou os três gols da Internazionale na vitória de 3 a 0 sobre o Hellas Verona. Mas o time terminaria o torneio distante do título, apenas em quarto, enquanto ficou no vice da Copa da Itália. Ao todo, Vieri fez treze gols na liga, em dezenove jogos. Os treze gols foram suficientes para fazer dele o artilheiro do elenco nerazzurri,[carece de fontes?] embora incapazes de suprir a expectativa gerada para um ataque que tinha de opções Roberto Baggio, Ronaldo, Álvaro Recoba e Iván Zamorano. Esperava-se em especial uma dupla entre Vieri e Ronaldo, que poucas vezes atuaria junta por lesões que acometeram ambos – no caso de Vieri, ficou impossibilitado de ir à Eurocopa 2000. Fora dos campos, a parceria foi um sucesso: se tornaram grandes amigos e parceiros na vida noturna de Milão.
Na temporada seguinte, Vieri marcou dezoito gols, sendo novamente o artilheiro do elenco nerazzurro, mas sem impedir que a Inter terminasse novamente distante do título, em quinto.[carece de fontes?] O clube chegava ao 13º ano de jejum na Serie A, mas para a temporada 2001–02 a sina parecia prestes a terminar: após a séria lesão sofrida em 2000, Ronaldo pôde voltar aos poucos à antiga forma, marcando sete gols em dez partidas. Já Vieri fez 22 gols em 25 jogos,[carece de fontes?] incluindo o único a doze minutos do fim de um clássico com o Milan.[carece de fontes?] Vieri marcou em oito rodadas seguidas, o que só seria igualado em 2018.
A Inter disputou o título do início ao fim do torneio. Inicialmente, concorria com a Juventus, que poucos anos antes havia levado a melhor em disputa polêmica da temporada 1997–98, marcada por um pênalti não marcado em Ronaldo em pleno Derby D'Italia. Posteriormente, o surpreendente Chievo Verona chegou a liderar por dois meses, com o time de Milão recuperando a ponta antes do fim de 2001. Nas rodadas iniciais do segundo turno, a Roma apareceu como maior concorrente, chegando inclusive a liderar o torneio. Contra ela, Vieri marcou um dos gols de vitória por 3 a 1 em março. Nesse jogo, os milaneses reassumiram de forma isolada a liderança, embora a Juventus já houvesse reaparecido na disputa. Na última rodada, os três postulantes jogaram fora de casa. A Inter era a líder e enfrentou a Lazio, que buscava classificar-se à Copa da UEFA. Vieri abriu o placar quando a Juve, em paralelo, já vencia sua partida. A Lazio empatou e os visitantes reagiram rapidamente, marcando quatro minutos depois um segundo gol. O adversário acabou vencendo por 4 a 2 e o time de Milão, de líder, terminou em terceiro.[carece de fontes?] A rival Juventus terminou campeã e a Inter acumulou o 13º ano de jejum, em um dos episódios mais lembrados da forte rivalidade entre bianconeri e nerazzurri. A despeito da derrapada, uma das mais marcantes da temporada a ponto de render lágrimas de Ronaldo, Vieri foi, pela segunda vez, escolhido o melhor jogador do campeonato, no qual ficou na vice-artilharia, a dois gols de David Trezeguet.[carece de fontes?]
Inter e Juventus novamente disputaram o título italiano na temporada seguinte. Os milaneses fizeram um grande primeiro turno, mas caíram de rendimento a partir de janeiro de 2003 e a liderança não foi mais recuperada após derrota de 3 a 0 exatamente no Derby D'Italia em fevereiro. A Inter também sofreu revés diante do rival local Milan, que levou a melhor nas semifinais da Liga dos Campeões de 2002–03, em que os vizinhos foram campeões exatamente sobre a Juve. Vieri, por outro lado, teve outra temporada de grande destaque: em 23 jogos na Serie A, marcou 24 gols,[carece de fontes?] um deles empatando o próprio clássico com a Juventus no minuto 95 e seis minutos após o rival abrir o marcador; também chegou a marcar os quatro gols de 4 a 0 sobre o Brescia, os três de 3 a 0 no Empoli.[carece de fontes?] A média superior a um gol por jogo quebrou um recorde de 70 anos, de Felice Borel. Bobo obteve pela primeira e única vez a artilharia geral do Campeonato Italiano,[carece de fontes?] conseguindo, sobretudo, quebrar um recorde de setenta anos (de Felice Borel) ao conseguir média superior a um gol por jogo no torneio.
A falta de títulos permaneceu por mais uma temporada, com Vieri marcando treze vezes em 22 jogos na de 2003–04, um deles em vitória de 3 a 2 no dérbi com a Juventus. Porém, o campeão foi o outro rival, o Milan, do qual os interistas terminaram 23 pontos abaixo.[carece de fontes?] O único trofeu que Vieri pôde conquistar na Inter veio exatamente na sua última temporada pelo clube, na Copa da Itália de 2004–05; embora não tenha entrado em campo nas duas finais com a Roma, fez os dois primeiros gols da classificação na semifinal com o Cagliari, em vitória por 3 a 1 em que o terceiro gol milanês, de Obafemi Martins, só ocorreu no minuto final – a classificação foi assegurada pois no primeiro jogo os dois clubes empataram em 1 a 1. Na Serie A, Vieri marcou treze gols em 27 jogos, um deles em 2 a 2 na rival Juventus, clube que terminaria campeão mas veria a conquista revogada em 2006.[carece de fontes?]

### Milan
Apesar do título, a relação de Vieri com a diretoria desgastou-se severamente após o atacante descobrir que vinha sendo espionado pelos dirigentes da Inter, episódio que lhe renderia depressão. Vieri rescindiu o contrato com o clube e, além de processar o presidente Massimo Moratti, acertou com o rival Milan. Em uma rivalidade marcada pela cordialidade entre os diretores de ambos os clubes, que por diversas vezes combinaram trocas diretas de jogadores, o ato de Vieri ficou marcado como uma rebelosa exceção. Em 2010, ele chegou a iniciar ação perante a Federação Italiana de Futebol para que o título italiano de 2005–06, repassado nos tribunais à Inter, fosse cassado em função da espionagem ilegal que sofreu.

### Monaco e Atalanta
Vieri tornou-se o sétimo dos onze jogadores a ter passado por Juventus, Inter e Milan, as três maiores forças do futebol italiano, e o segundo e último (após Aldo Serena) a ter defendido os dois clubes de Milão e os dois de Turim. A longo prazo, a "traição" de Vieri não afastou a idolatria conquistada perante a torcida nerazzurra: sua trajetória como milanista foi péssima e em seis meses deixou os rossoneri, após apenas dois gols marcados. Acertou com o Monaco, onde pôde atuar em apenas onze jogos. Sete deles foram pela Ligue 1, marcando três vezes.[carece de fontes?] Porém, os problemas físicos impediram-no de ir à Copa do Mundo FIFA de 2006. Em junho, chegou a acertar com a Sampdoria, clube em que seu pai mais havia feito sucesso. Porém, já em agosto o negócio foi desfeito devido aos problemas físicos do atacante, que então pactuou contrato de produtividade com a Atalanta, recebendo conforme gols marcados. Somente em abril de 2007 que pôde realizar a reestreia pelo antigo clube. Chegou a marcar um gol antológico do meio-campo, na vitória de 3 a 1 sobre o Siena, mas marcou apenas outro gol em sete jogos na volta a Bérgamo.

### Fiorentina
Apesar do declínio, a Fiorentina, que brigava pelas primeiras colocações, apostou em Vieri para a temporada 2007–08. Bobo, em seu último grande momento, fez uma temporada regular, com nove gols e algumas assistências importantes para a Viola terminar em quarto lugar na Serie A e chegar às semifinais da Copa da UEFA de 2007–08. Ainda assim, terminou a temporada como vilão ao perder chance incrível de gol na eliminação, em lance que também lhe rendeu lesão muscular. Voltou à Atalanta, embora a torcida já não o quisesse. Já sem forma física, marcou somente dois gols em nove jogos.[carece de fontes?]
Sem clube, Vieri chegou a declarar em março de 2009 que iria dedicar-se a campeonatos de pôquer e também ao futevôlei enquanto aguardava alguma proposta: "gosto muito de jogar baralho, mas o futebol ainda faz parte do meu futuro. Só vou me aposentar oficialmente quando estiver de saco cheio de correr atrás de uma bola". Em outubro daquele ano, confirmou sua aposentadoria do futebol, embora ainda tenha negociado uma volta em 2010 em equipes brasileiras – o Boavista e o Botafogo de Ribeirão Preto. Nada foi confirmado e Vieri aposentou-se com 265 gols em 522 partidas oficiais. Poucos anos depois, admitiu ter sofrido prejuízo de 16 milhões de euros na empresa familiar, que faliu. O ex-atacante se mantém como DJ amador e comentarista televisivo. Vieri tornou-se o sétimo dos onze jogadores a ter passado por Juventus, Inter e Milan, as três maiores forças do futebol italiano.

## Seleção Nacional
Vieri, curiosamente, fez sua primeira e sua última partida pela Itália diante da Moldávia, marcando gol em ambas, todas válidas por Eliminatórias da Copa do Mundo FIFA. A estreia ocorreu em 29 de março de 1997, em vitória de 3 a 0 em Trieste,[carece de fontes?] em meio à boa fase de Bobo na reta final da temporada 1996–97 pela Juventus. O gol marcado foi precisamente o milésimo da história da seleção italiana. Vieri foi usado em outras quatro partidas das Eliminatórias da Copa do Mundo FIFA de 1998, marcando apenas outro gol,[carece de fontes?] mas fundamental: arrematou contra-ataque para abrir o placar no empate em 1 a 1 arrancado sob neve em Moscou, no jogo de ida da repescagem contra a Rússia. Na volta, a Azzurra se classificou por 1 a 0 em Nápoles.
A grande temporada de Bobo no Atlético de Madrid, terminando como artilheiro da La Liga de 1997–98, com 24 gols em 24 jogos, convenceu o treinador Cesare Maldini a levar Vieri à Copa do Mundo FIFA de 1998. A princípio, seria reserva de Alessandro Del Piero e Fabrizio Ravanelli, mas uma lesão do primeiro e uma broncopneumonia que cortou o segundo lhe favoreceram. Embora acabasse prejudicado pela tática excessivamente defensiva do treinador, Vieri foi o grande destaque italiano na França, marcando cinco gols, de todos os tipos: de cabeça (contra a Áustria), ganhando na corrida (contra a Noruega), de toque sutil (contra Camarões) e até trombando e tropeçando na bola (também contra os africanos). Com cinco gols em cinco jogos, Vieri, eliminado nas quartas de final, era o artilheiro do torneio até ser superado por Davor Šuker na partida deste pelo terceiro lugar.[carece de fontes?]
Nas Eliminatórias da Euro 2000, Vieri marcou três gols em cinco jogos,[carece de fontes?] mas uma lesão impediu sua convocação ao torneio. Nas Eliminatórias da Copa do Mundo FIFA de 2002, só atuou em uma partida,[carece de fontes?] mas a boa temporada na Internazionale quase campeã após treze anos o colocou na Ásia. Vieri fez quatro gols em quatro jogos,[carece de fontes?] mas também perdeu chance incrível de classificar a Azzurra diante da anfitriã Coreia do Sul nos acréscimos do tempo normal, minutos após o adversário ter empatado já no fim da partida. O cruzamento chegou à sua perna ruim, a direita, e atacante acabou concluindo muito para cima com o gol vazio. O jogo foi à prorrogação e nela os italianos terminaram eliminados.
Para as Eliminatórias da Euro 2004, Vieri marcou cinco gols em cinco jogos, incluindo o da vitória de 1 a 0 sobre a Alemanha em Stuttgart, mas não fez nenhum em três jogos na Euro, em que a Itália terminou eliminada ainda na fase de grupos. Posteriormente atuou em quatro partidas da Seleção nas Eliminatórias da Copa do Mundo FIFA de 2006, duas delas em outubro de 2005,[carece de fontes?] quando já estava na curta e fracassada passagem pelo Milan. O jogador marcou apenas um gol, justamente no último desses jogos, em reencontro com a Moldávia, em Lecce, no dia 12 de outubro. As lesões no Monaco impediram que fosse convocado para o mundial.

## Estatísticas
Abaixo estão as estatísticas do Christian Vieri ao longo de toda a sua carreira.

### Clubes
| Clube              | Temporada         | Campeonato nacional | Campeonato nacional | Copa nacional | Copa nacional | Competições europeias¹ | Competições europeias¹ | Total | Total |
| Clube              | Temporada         | Jogos               | Gols                | Jogos         | Gols          | Jogos                  | Gols                   | Jogos | Gols  |
| ------------------ | ----------------- | ------------------- | ------------------- | ------------- | ------------- | ---------------------- | ---------------------- | ----- | ----- |
| Torino             | 1991–92           | 6                   | 1                   | 1             | 1             | —                      | —                      | 7     | 2     |
| Torino             | 1992–93           | 1                   | 0                   | 1             | 0             | —                      | —                      | 2     | 0     |
| Torino             | Total             | 7                   | 1                   | 2             | 1             | —                      | —                      | 9     | 2     |
| Pisa               | 1992–93           | 18                  | 2                   | —             | —             | —                      | —                      | 18    | 2     |
| Pisa               | Total             | 18                  | 2                   | —             | —             | —                      | —                      | 18    | 2     |
| Ravenna            | 1993–94           | 32                  | 12                  | —             | —             | —                      | —                      | 32    | 12    |
| Ravenna            | Total             | 32                  | 12                  | —             | —             | —                      | —                      | 32    | 12    |
| Venezia            | 1994–95           | 29                  | 11                  | —             | —             | —                      | —                      | 29    | 11    |
| Venezia            | Total             | 29                  | 11                  | —             | —             | —                      | —                      | 29    | 11    |
| Atalanta           | 1995–96           | 19                  | 7                   | 2             | 2             | —                      | —                      | 21    | 9     |
| Atalanta           | Total             | 19                  | 7                   | 2             | 2             | —                      | —                      | 21    | 9     |
| Juventus           | 1996–97           | 23                  | 8                   | 5             | 1             | 9                      | 5                      | 37    | 14    |
| Juventus           | Total             | 23                  | 8                   | 5             | 1             | 9                      | 5                      | 37    | 14    |
| Atlético de Madrid | 1997–98           | 24                  | 24                  | —             | —             | 7                      | 5                      | 31    | 29    |
| Atlético de Madrid | Total             | 24                  | 24                  | —             | —             | 7                      | 5                      | 31    | 29    |
| Lazio              | 1998–99           | 22                  | 12                  | 2             | 1             | 4                      | 1                      | 28    | 14    |
| Lazio              | Total             | 22                  | 12                  | 2             | 1             | 4                      | 1                      | 28    | 14    |
| Internazionale     | 1999–00           | 20                  | 13                  | 5             | 5             | —                      | —                      | 25    | 18    |
| Internazionale     | 2000–01           | 27                  | 18                  | —             | —             | 5                      | 1                      | 32    | 19    |
| Internazionale     | 2001–02           | 25                  | 22                  | 1             | 0             | 2                      | 3                      | 28    | 25    |
| Internazionale     | 2002–03           | 23                  | 24                  | —             | —             | 14                     | 3                      | 38    | 27    |
| Internazionale     | 2003–04           | 22                  | 13                  | 1             | 0             | 9                      | 4                      | 32    | 17    |
| Internazionale     | 2004–05           | 27                  | 13                  | 3             | 3             | 6                      | 1                      | 36    | 17    |
| Internazionale     | Total             | 144                 | 103                 | 10            | 8             | 36                     | 12                     | 190   | 123   |
| Milan              | 2005–06           | 8                   | 1                   | 1             | 1             | 5                      | 0                      | 14    | 2     |
| Milan              | Total             | 8                   | 1                   | 1             | 1             | 5                      | 0                      | 14    | 2     |
| Monaco             | 2006              | 7                   | 3                   | 2             | 1             | 2                      | 1                      | 11    | 5     |
| Monaco             | Total             | 7                   | 3                   | 2             | 1             | 2                      | 1                      | 11    | 5     |
| Sampdoria          | 2006              | —                   | —                   | —             | —             | —                      | —                      | 0     | 0     |
| Sampdoria          | Total             | —                   | —                   | —             | —             | —                      | —                      | 0     | 0     |
| Atalanta           | 2006–07           | 7                   | 2                   | —             | —             | —                      | —                      | 7     | 2     |
| Atalanta           | Total             | 7                   | 2                   | —             | —             | —                      | —                      | 7     | 2     |
| Fiorentina         | 2007–08           | 26                  | 6                   | 1             | 0             | 12                     | 3                      | 39    | 9     |
| Fiorentina         | Total             | 26                  | 6                   | 1             | 0             | 12                     | 3                      | 39    | 9     |
| Atalanta           | 2008–09           | 9                   | 2                   | —             | —             | —                      | —                      | 9     | 2     |
| Atalanta           | Total             | 9                   | 2                   | —             | —             | —                      | —                      | 9     | 2     |
| Total na carreira  | Total na carreira | 375                 | 194                 | 25            | 15            | 75                     | 27                     | 475   | 236   |

¹Na categoria Competições europeias estão incluídos jogos da Liga dos Campeões da UEFA, Copa da UEFA e Supercopa da UEFA

### Seleção Italiana
| Ano   |       |      |
| Ano   | Jogos | Gols |
| ----- | ----- | ---- |
| 1997  | 7     | 2    |
| 1998  | 7     | 6    |
| 1999  | 5     | 2    |
| 2000  | 1     | 0    |
| 2001  | 2     | 0    |
| 2002  | 8     | 5    |
| 2003  | 6     | 4    |
| 2004  | 7     | 3    |
| 2005  | 6     | 1    |
| Total | 49    | 23   |

## Títulos
Torino
- Copa da Itália: 1992–93

Juventus
- Serie A: 1996–97
- Supercopa da UEFA: 1996
- Copa Intercontinental: 1996

Lazio
- Supercopa da Itália: 1998
- Recopa Europeia: 1998–99

Internazionale
- Copa da Itália: 2004–05

Seleção Italiana Sub-21
- Euro Sub-21: 1994 e 1996

### Prêmios individuais
- FIFA 100[43]
- Oscar del Calcio: Melhor jogador: 1999; Melhor jogador italiano: 1999 e 2002
- Guerin d'Oro: 2002

### Artilharias
- La Liga de 1997–98: 24 gols
- Serie A de 2002–03: 24 gols